# General Motors Building
General Motors Building je mrakodrap v newyorské čtvrti Manhattan. Má 50 podlaží a výšku 215 metrů. Výstavba probíhala v letech 1964–1968 podle návrhu firem Edward Durell Stone & Associates a Emery Roth & Sons. V roce 2003 byla tato kancelářská budova prodána za 1,3 miliardy dolarů.